# To Heart 2
To Heart 2 (トゥハート２), stylisé ToHeart2, est un jeu vidéo de type visual novel et eroge développé par Leaf et édité par Aquaplus, sorti en 2004 sur Windows, PlayStation 2, PlayStation 3 et PlayStation Portable.
Il fait suite à To Heart et a été adapté en manga et en anime.